# Bulian Jaya
Bulian Jaya is een bestuurslaag in het regentschap Batang Hari van de provincie Jambi, Indonesië. Bulian Jaya telt 2572 inwoners (volkstelling 2010).